# Марцинув (Жарський повіт)
Марцинув (пол. Marcinów, нім. Merzdorf) — село в Польщі, у гміні Тшебель Жарського повіту Любуського воєводства.
Населення — 66 осіб (2011).
У 1975-1998 роках село належало до Зеленогурського воєводства.

## Демографія
Демографічна структура станом на 31 березня 2011 року:
|          | Загалом | Допрацездатний вік | Працездатний вік | Постпрацездатний вік |
| -------- | ------- | ------------------ | ---------------- | -------------------- |
| Чоловіки | 29      | 6                  | 23               | 0                    |
| Жінки    | 37      | 11                 | 21               | 5                    |
| Разом    | 66      | 17                 | 44               | 5                    |